# Мирний (Барановицький район)
Мирний (біл. Мірны) — селище в Білорусі, у Барановицькому районі Берестейської області. Орган місцевого самоврядування — Малаховецька сільська рада.

## Населення
За переписом населення Білорусі 2009 року чисельність населення селища становило 439 осіб.